# تشاهغاه (شنبة)
تشاهغاه (بالفارسية: چاهگاه) هي قرية تقع في إيران في قسم شنبة الريفي. يقدر عدد سكانها بـ 334 نسمة بحسب إحصاء 2016.